# 阿尔乔莫夫斯克 (卢甘斯克州)
基普切（烏克蘭語：Кипуче），俄罗斯当局称阿尔乔莫夫斯克（俄语：Артёмовск），法理上是乌克兰東部盧甘斯克州阿尔切夫斯克区阿尔切夫斯克市镇内的城市，事实上隶属于俄罗斯卢甘斯克人民共和国佩列瓦利斯克區。该市面积19.2平方公里，海拔高度193.7米。2022年人口数量为7,162人。2014年起，该市为卢甘斯克人民共和国实际控制。

## 城市名称
1938年，该市被命名为“阿尔乔莫夫斯克”。2016年乌克兰政府通过去共产主义法案，拟定将“阿尔乔莫夫斯克”更名为“基普切”。然而，因該市在改名後未曾在乌克兰政府的实际控制下，该名称并未在当地使用。

## 图集

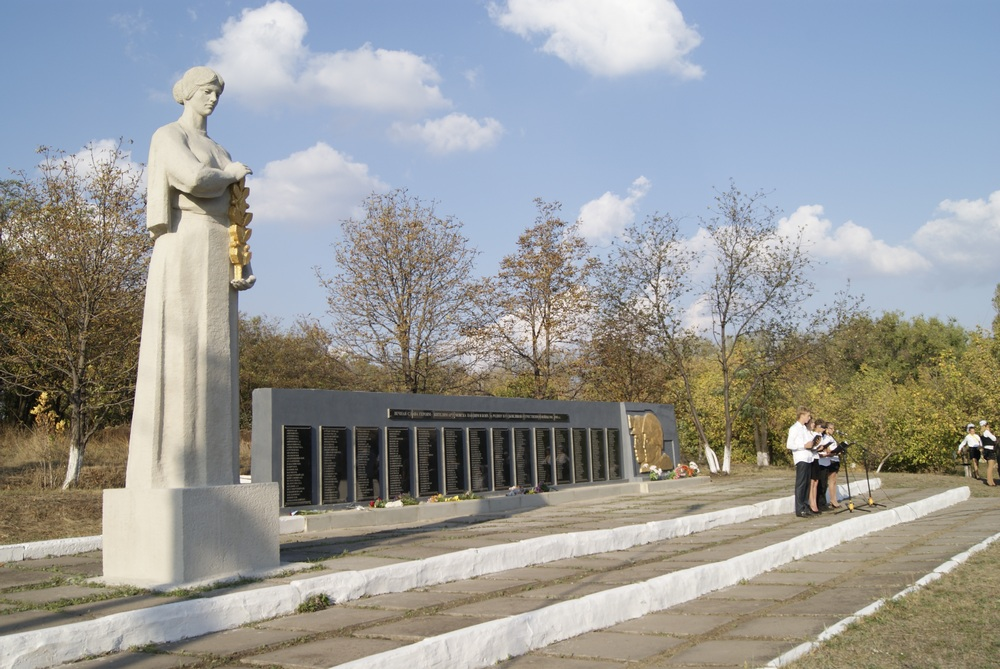